# Tracker (álbum de Mark Knopfler)
Tracker es el octavo álbum de estudio del músico británico Mark Knopfler, publicado por la compañía discográfica Mercury Records el 16 de marzo de 2015. El álbum fue publicado en varios formatos: CD sencillo, doble disco de vinilo, una edición deluxe en CD con cuatro temas extra, y una caja recopilatoria con el álbum en formato CD y LP así como un CD extra con seis temas, un DVD con un cortometraje dirigido por Henrik Hansen y una entrevista con Knopfler.
Grabado en los British Groove Studios de Londres, al igual que todos sus trabajos desde Kill to Get Crimson, Tracker incluyó, según el comunicado de prensa, «canciones inspiradas en una amplia gama de temas, incluyendo Beryl Bainbridge y Basil BuntingBasil Bunting. Las canciones contienen las habituales viñetas de Mark con ironía y precisión envueltas en un acompañamiento musical de distintiva sutileza». Según Knopfler, el título del álbum «llegó conmigo tratando de encontrar un camino a través de las décadas. Fuera de mí rastreando el tiempo –mirando a gente, lugares y cosas de mi pasado, y al margen del proceso de rastreo como en pistas de grabación en el estudio».
Tras su publicación, Tracker alcanzó el puesto catorce en la lista estadounidense Billboard 200 y el tres en la británica UK Albums Chart, la mejor posición para un disco de Knopfler a lo largo de su carrera en solitario en ambos países. También llegó al primer puesto de las listas de discos más vendidos en Alemania, Austria, Bélgica, Dinamarca, Noruega y Países Bajos, así como al top 5 en una amplia mayoría de países europeos. Tracker obtuvo también buenas reseñas de la prensa musical, con una puntuación de 72 sobre cien en la web Metacritic.

## Gira
Knopfler promocionará el álbum con la gira Tracker Tour, que comenzará el 15 de mayo en Dublín, Irlanda. La gira incluirá 85 conciertos divididos en dos etapas entre Europa y Norteamérica y que terminará el 31 de octubre de 2015 en Fort Lauderdale (Florida).

## Lista de canciones
Todas las canciones escritas y compuestas por Mark Knopfler excepto donde se anota. 
| N.º | Título                                   | Duración |  |
| 1.  | «Laughs and Jokes and Drinks and Smokes» | 6:40     |  |
| 2.  | «Basil»                                  | 5:45     |  |
| 3.  | «River Towns»                            | 6:17     |  |
| 4.  | «Skydiver»                               | 4:38     |  |
| 5.  | «Mighty Man»                             | 5:55     |  |
| 6.  | «Broken Bones»                           | 5:30     |  |
| 7.  | «Long Cool Girl»                         | 5:06     |  |
| 8.  | «Lights of Taormina»                     | 6:09     |  |
| 9.  | «Silver Eagle»                           | 5:02     |  |
| 10. | «Beryl»                                  | 3:11     |  |
| 11. | «Wherever I Go» (con Ruth Moody)         | 6:27     |  |

| Temas extra (edición deluxe) |                              |              |          |  |
| N.º                          | Título                       | Escritor(es) | Duración |  |
| 1.                           | «.38 Special»                |              | 2:47     |  |
| 2.                           | «My Heart Has Never Changed» |              | 3:49     |  |
| 3.                           | «Terminal of Tribute To»     |              | 5:52     |  |
| 4.                           | «Heart of Oak»               |              | 1:46     |  |
| 5.                           | «Time Will End All Sorrow»   |              | 5:19     |  |
| 6.                           | «Oklahoma Ponies»            | Tradicional  | 2:59     |  |

## Personal
| Músicos - Mark Knopfler: voz y guitarra - Guy Fletcher: teclados, bajo y ukelele - John McCusker: violín y cistro - Mike McGoldrick: flauta, silbato y acordeón - Glenn Worf: bajo - Ian Thomas: batería - Ruth Moody: coros - Nigel Hitchcock: saxofón - Phil Cunningham: acordeón - Tom Walsh: trompeta (en «Wherever I Go») - Bruce Molsky: violín y guitarra rítmica | Equipo técnico - Guy Fletcher: productor e ingeniero de sonido - Joe Kearns: ingeniero asistente - Jason Elliott: ingeniero asistente - Andy Cook: ingeniero asistente - Martin Hollis: ingeniero asistente - Bob Ludwig: masterización - Kitty Aldridge: fotografía |

## Posición en listas
| País              | Lista                     | Posición |
| ----------------- | ------------------------- | -------- |
| Alemania          | Media Control Charts      | 1        |
| Australia         | ARIA Top 100 Albums Chart | 12       |
| Austria           | Ö3 Austria Top 40         | 1        |
| Bélgica (Flandes) | Ultratop 200 Albums       | 1        |
| Bélgica (Valonia) | Ultratop 200 Albums       | 3        |
| Dinamarca         | Danish Albums Chart       | 1        |
| España            | Promusicae Albums Chart   | 2        |
| Estados Unidos    | Billboard 200             | 14       |
| Estados Unidos    | Folk Albums               | 1        |
| Finlandia         | Finnish Albums Chart      | 5        |
| Francia           | SNEP Albums Chart         | 6        |
| Hungría           | Mahasz Albums Chart       | 5        |
| Irlanda           | Irish Albums Chart        | 5        |
| Noruega           | Norwegian Albums Chart    | 1        |
| Nueva Zelanda     | New Zealand Albums Chart  | 5        |
| Países Bajos      | Dutch Albums Chart        | 1        |
| Portugal          | Portuguese Albums Chart   | 2        |
| Reino Unido       | UK Albums Chart           | 3        |
| Suecia            | Swedish Albums Chart      | 3        |
| Suiza             | Hitparade Albums Chart    | 2        |